# Leurbost
Leurbost, schottisch-gälisch Liurbost, ist eine Ortschaft auf der schottischen Hebrideninsel Lewis and Harris.

## Lage
Die Ortschaft liegt auf Lewis, dem Nordteil der Doppelinsel, an der Nordküste der Meeresbucht Loch Leurbost. Im Osten geht Leurbost nahezu nahtlos in den Weiler Crossbost über. Laxay befindet sich fünf Kilometer nordwestlich am Loch Erisort, während Stornoway, der Hauptort der Insel, sich neun Kilometer nordöstlich befindet. Wie auch die umliegenden Ortschaften, zieht sich Leurbost im Wesentlichen entlang der einzigen Straße, konkret einer in Crossbost endenden Stichstraße, die von der A859 abzweigt und entlang der Nordküste von Loch Leurbost verläuft. Am Westrand liegen wenige Gebäude direkt an der A859. Leurbost vorgelagert ist die kleine Insel Orasay.

## Geschichte
Im Loch an Duna, wenige hundert Meter nordöstlich von Leurbost, befindet sich auf einer kleinen Seeinsel der eisenzeitliche Dun im Loch an Duna. Leurbost entwickelte sich als Crofter-Siedlung. Auf der ersten, 1854 aufgenommenen, Karte der Ordnance Survey der Region sind in Leurbost 76 bedachte, zwei teilweise bedachte und 50 unbedachte Gebäude verzeichnet. Im späten 19. Jahrhundert entstand in Leurbost die Leurbost Parish Church. Die 2001 eröffnete Sgoil nan Loch beherbergte zunächst neben der Grundschule auch eine weiterführende Schule, die jedoch 2011 geschlossen wurde.
Von 1861 bis 1881 stieg die Einwohnerzahl von Leurbost von 436 auf 654. 1991 wurden in Leurbost 821 Einwohner gezählt.